# 土屋綱男
土屋 綱男（つちや つなお、1952年または1953年 - ）は日本の地方公務員。埼玉県知事室長、同下水道事業管理者を歴任。瑞宝小綬章受章。

## 人物・経歴
埼玉県庁に入庁し、2009年 (平成21年) 4月 中村茂唯の後任として人事委員会事務局長、2010年4月 同職を中田隆と交代し後閑博の後任として県民生活部長、2012年4月 同職を吉野淳一と交代し武島裕の後任として知事室長、2013年4月 同職を金井明と交代し加藤孝夫の後任として下水道事業管理者。2015年2月 国土交通省下水道革新的技術実証事業（Ｂ―ＤＡＳＨプロジェクト）の「高効率固液分離技術と二点ＤＯ制御技術を用いた省エネ型水処理技術の実証研究」を共同主催。2015年3月 三井隆司を後任として同職退任。2022年4月 吉川市参与。

## 栄典
- 2024年4月 令和6年春の叙勲で瑞宝小綬章を受章[1]